# 福知山市立夜久野中学校
福知山市立夜久野中学校（ふくちやましりつ やくのちゅうがっこう）は、京都府福知山市夜久野町高内に所在する公立中学校。2013年3月に福知山市立精華小学校、福知山市立明正小学校、福知山市立育英小学校を統合した福知山市立夜久野小学校ともに、小中一貫校である夜久野学園を構成する中学校となった。

## 沿革
- 1947年（昭和22年）3月 - 上夜久野村中夜久野村下夜久野村中学校組合立夜久野中学校が開校。当初は上校・中校・下校の3校舎に分かれていた。
- 1948年（昭和23年）3月 - 下校を下夜久野村立下夜久野中学校として分離。
- 1949年（昭和24年）4月 - 下夜久野村立下夜久野中学校を統合、再び組合立夜久野中学校として3校舎制となる。
- 1951年（昭和26年）10月 - 中校を廃止し、上下2校舎制となる。
- 1954年（昭和31年）9月30日 - 天田郡中夜久野村が同郡下夜久野村と合併、町制施行したのに伴い、夜久野町上夜久野村組合立夜久野中学校と改称。
- 1959年（昭和34年）1月1日 - 天田郡上夜久野村が同郡夜久野町と合併したのに伴い、夜久野町組合立夜久野中学校と改称。
- 1965年（昭和40年）4月 - 組合立夜久野中学校を廃止し、夜久野町立夜久野中学校上校、夜久野町立夜久野中学校下校と改組。
- 1965年（昭和40年）5月 - 上校を夜久野町立宝陵中学校に、下校を夜久野町立竜城中学校にそれぞれ改称[2]。
- 1993年（平成5年）3月 - 宝陵・竜城両中学校を閉鎖。
- 1993年（平成5年）4月1日 - 夜久野町立夜久野中学校発足。当初は旧竜城中学校を仮校舎とした。
- 1993年（平成5年）5月1日 - 校舎棟完成、新校舎へ移転。
- 2006年（平成18年）1月1日 - 天田郡夜久野町が福知山市へ編入されたのに伴い、福知山市立夜久野中学校と改称。
- 2013年（平成25年）4月1日 - 福知山市立育英小学校・精華小学校・明正小学校が統合し、福知山市立夜久野小学校が設立される。夜久野小学校とともに小中一貫校の夜久野学園を構成する中学校となった。

## 行事
- 4月　入学式
- 4月　始業式
- 4月　1年・2年遠足
- 5月　3年修学旅行
- 5月　3年実力試験
- 5月　中間試験
- 5月　体育祭
- 6月　2年社会見学
- 6月　3年バス旅行
- 6月　3年実力試験
- 6月　期末試験
- 7月　1年・2年合宿
- 7月　3年実力テスト
- 7月　終業式
- 9月　始業式
- 9月　3年実力試験
- 10月 3年実力試験
- 10月 中間試験
- 10月 1年・2年遠足
- 10月 3年統一試験
- 11月 文化祭
- 11月 期末試験
- 12月 3年実力試験
- 12月 3年統一試験
- 12月 終業式
- 1月　始業式
- 1月　3年学年末試験
- 2月　3年自由登校
- 2月　1年・2年学年末試験
- 3月　卒業式
- 3月　終業式

## 校訓
自主・敬愛・創造

## 通学区域
- 夜久野学園と同一

## 周辺
- 中夜久野郵便局
- 国道9号
- 牧川

## アクセス
- JR山陰本線 上夜久野駅から南東へ2.8km
- 京都交通・福知山市営バス 上日置または高内にて下車

## 通学区域が隣接している学校
- 福知山市立川口中学校
- 福知山市立成和中学校

以下は兵庫県。
- 丹波市立青垣中学校
- 朝来市立梁瀬中学校
- 朝来市立和田山中学校
- 豊岡市立但東中学校